# Turk's Head Building
El Turk's Head Building es un edificio de oficinas de 16 pisos en la ciudad de Providence, la capital del estado de Rhode Island (Estados Unidos). Terminado en 1913, el edificio es uno de los rascacielos más antiguos de Providence. Con una altura de 65,53 metros, actualmente es el 12° edificio más alto de la ciudad. Cuando se completó en 1913, superó al Union Trust Company Building (1901) como el edificio más alto del Downtown (el Capitolio del Estado de Rhode Island es más alto y fue terminado en 1904). Conservó ese título hasta 1922, cuando se completó el Providence Biltmore.

## Historia
El edificio de estilo noclásico está diseñado en forma de V, y el historiador arquitectónico William McKenzie Woodward afirma que los arquitectos del edificio "claramente tenían en mente el edificio Flatiron de Daniel Burnham" (en Nueva York). El peculiar nombre del rascacielos se remonta a principios del siglo XIX, cuando el comerciante Jacob Whitman montó el mascarón de proa de un barco sobre su tienda. 
El mascarón de proa, que procedía del barco Sultan, representaba la cabeza de un guerrero otomano. El mascarón se perdió en una tormenta, y hoy se encuentra una réplica de piedra en la fachada del tercer piso del edificio.
Tras comprarlo en 1997 por 4,2 millones de dólares y gastar 3 millones en renovarlo,  en 2008 los hermanos Evan y Lloyd Granoff se lo vendieron a FB Capital Partners por 17,55 millones.

## Galería

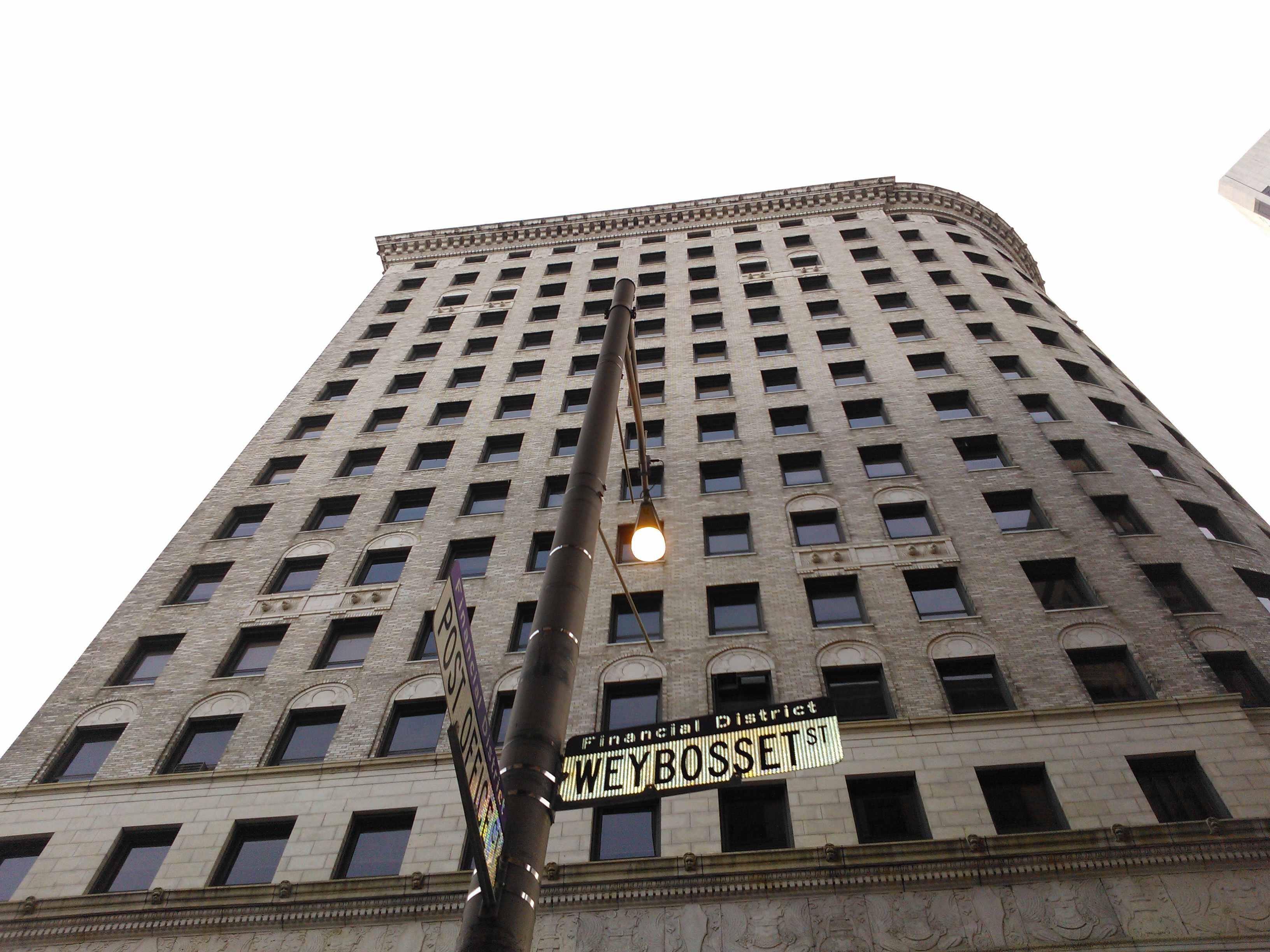
Vista desde la calle Weybosset.
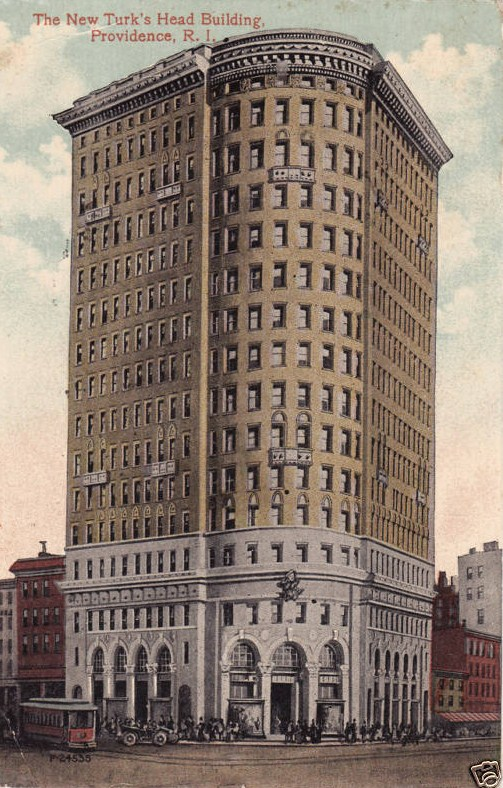
La estructura poco después de su finalización
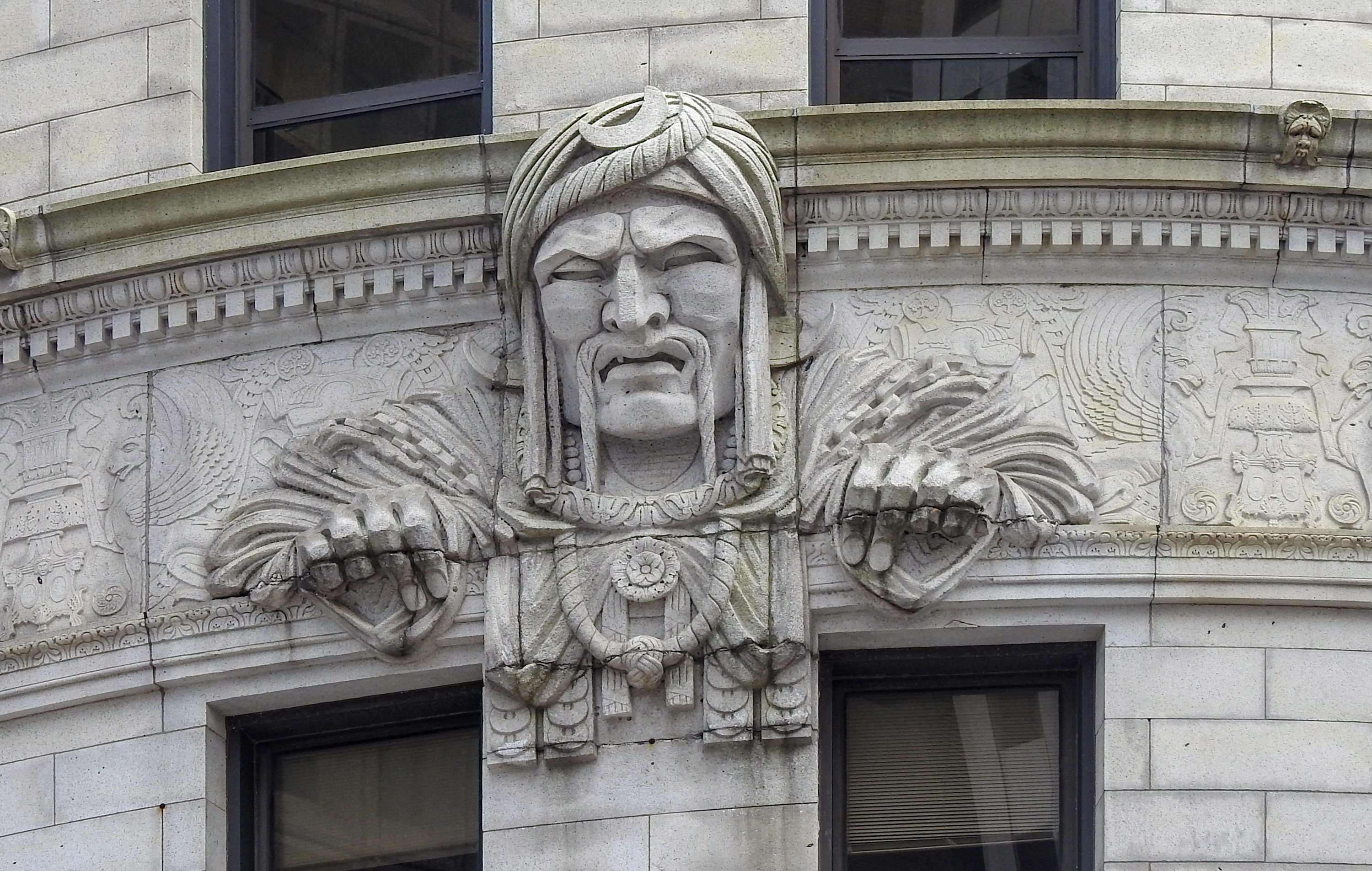
El mascarón de proa con turbante que adorna el frente del edificio.